# Richard O'Sullivan
Pour les articles homonymes, voir O'Sullivan.
Richard O'Sullivan né à Chiswick en Angleterre le 7 mai 1944, est un ancien  acteur britannique, connu pour avoir interprété le rôle-titre dans la série historique Dick le rebelle entre 1979 et 1982 ainsi que celui de Simon Harrap dans la série humoristique Papa et moi (Me and My Girl) de 1984 à 1988.

## Biographie
Richard O'Sullivan vit sa retraite à Brinsworth House.

## Filmographie partielle

### Cinéma
- 1954 : Rapt à Venise (La mano dello straniero) de Mario Soldati
- 1954 : Le Démon de la danse (Dance Little Lady) de Val Guest
- 1955 : L'Armure noire (The Dark Avenger) de Henry Levin : Thomas Holland
- 1958 : Le Prisonnier du Temple (Dangerous Exile) de Brian Desmond Hurst : Louis XVII/Richard de Beauvais
- 1959 : Le collège s'en va-t-en guerre (Carry On Teacher) de Gerald Thomas
- 1961 : The Webster Boy de Don Chaffey : Jimmy Webster
- 1961 : Spare the Rod (Fred Harkness) de Leslie Norman
- 1963 : Cléopâtre (Cleopatra) de Joseph L. Mankiewicz : Ptolémée XIII

### Télévision
- 1979-1982 : Dick le rebelle (Dick Turpin) : Dick Turpin
- 1984-1988 : Me and My Girl : Simon Harrap